# نوردهالبن
نوردهالبن (به آلمانی: Nordhalben) یک شهر در آلمان است که در کروناخ واقع شده‌است. نوردهالبن ۲٬۰۰۱ نفر جمعیت دارد.